# Чемпионат СССР по лёгкой атлетике 1960
Чемпионат СССР по лёгкой атлетике 1960 года проходил с 15 по 18 июля в Москве на Центральном стадионе имени В. И. Ленина. Соревнования являлись одним из этапов отбора в сборную Советского Союза для участия в Олимпийских играх 1960 года в Риме (31 августа — 8 сентября). На протяжении четырёх дней были разыграны 33 комплекта медалей (22 у мужчин и 11 у женщин). Чемпионат носил личный характер, командное первенство не разыгрывалось. Принимало участие около 600 спортсменов. Главный судья соревнований — Н. К. Калинин.
Усилиями сестёр Пресс на чемпионате было установлено два мировых рекорда. Тамара Пресс улучшила собственное достижение в толкании ядра. В 1959 году в Нальчике она показала результат 17,25 м, а на чемпионате страны 1960 года — на 17 см дальше (17,42 м) в первой же попытке. Помимо толкания ядра, ей впервые в карьере удалось одержать победу в метании диска: позади осталась олимпийская чемпионка Нина Пономарёва.
Ирина Пресс повторила мировой рекорд в беге на 80 метров с барьерами, став шестой спортсменкой в истории, преодолевшей эту дистанцию за 10,6 с. Серебряную и бронзовую медали здесь завоевали Римма Кошелева и Галина Быстрова, которые уже входили в число действующих мировых рекордсменок в данном виде (Быстрова показала 10,6 в 1958 году, а Кошелева — в июне 1960 года, за три недели до национального первенства). Ирина Пресс, как и сестра, сделала победный дубль, добавив в свой актив золотую медаль в пятиборье. Помимо этого, она проявила себя в спринте, заняв второе место в беге на 100 и 200 метров.
По количеству побед лучший результат на турнире показала Мария Иткина. Бегунья из Минска выиграла все три спринтерские дистанции: 100, 200 и 400 метров.
Янис Красовскис впервые в карьере стал чемпионом страны и установил новый рекорд Европы в прыжке с шестом — 4,65 м.
Пётр Болотников третий год подряд сделал победный дубль на стайерских дистанциях 5000 и 10 000 метров. Восьмой год подряд чемпионом СССР в десятиборье стал москвич Василий Кузнецов. В то же время другой опытный легкоатлет, экс-рекордсмен мира Семён Ржищин, занял второе место в беге на 3000 метров с препятствиями после пяти чемпионских титулов. Новым чемпионом стал Николай Соколов, незадолго до старта турнира отобравший у Ржищина национальный рекорд.
В течение 1960 года в различных городах были проведены чемпионаты СССР в отдельных дисциплинах лёгкой атлетики:
- 15—19 октября — чемпионат СССР по эстафетному бегу (Киев)
- 30 октября — чемпионат СССР по кроссу (Харьков)

## Призёры

### Мужчины
| Дисциплина             | Золото                                    | Золото            | Серебро                                         | Серебро           | Бронза                                    | Бронза            |
| ---------------------- | ----------------------------------------- | ----------------- | ----------------------------------------------- | ----------------- | ----------------------------------------- | ----------------- |
| 100 м                  | Эдвин Озолин Буревестник Ленинград        | 10,6              | Леонид Бартенев Буревестник Киев                | 10,7              | Слава Прохоровский Динамо Москва          | 10,7              |
| 200 м                  | Эдвин Озолин Буревестник Ленинград        | 21,3              | Леонид Бартенев Буревестник Киев                | 21,3              | Юрий Коновалов Нефтяник Баку              | 21,4              |
| 400 м                  | Константин Грачёв Спартак Ленинград       | 47,5              | Арнольд Мацулевич Спартак Киев                  | 47,6              | Владимир Поляничев Советская Армия Москва | 47,7              |
| 800 м                  | Василий Савинков Буревестник Алма-Ата     | 1.49,4            | Валерий Булышев Трудовые резервы Ленинград      | 1.49,6            | Абрам Кривошеев Спартак Киев              | 1.49,8            |
| 1500 м                 | Николай Маричев Советская Армия Москва    | 3.46,9            | Александр Артынюк Буревестник Ленинград         | 3.47,4            | Евгений Момотков Буревестник Тула         | 3.47,6            |
| 5000 м                 | Пётр Болотников Спартак Москва            | 13.55,8           | Алексей Десятчиков Советская Армия Москва       | 13.56,3           | Александр Артынюк Буревестник Ленинград   | 13.59,2           |
| 10 000 м               | Пётр Болотников Спартак Москва            | 29.16,6           | Алексей Десятчиков Советская Армия Москва       | 29.18,0           | Юрий Захаров Советская Армия Ленинград    | 29.18,6           |
| Марафон                | Константин Воробьёв Буревестник Ленинград | 2:29.16,0         | Николай Румянцев Динамо Ленинград               | 2:29.50,0         | Борис Смехов Труд                         | 2:30.06,0         |
| 3000 м с препятствиями | Николай Соколов Локомотив Вологда         | 8.36,4            | Семён Ржищин Советская Армия Москва             | 8.36,6            | Алексей Конов Буревестник Ереван          | 8.37,4            |
| 110 м с барьерами      | Анатолий Михайлов Труд Ленинград          | 13,8              | Николай Березуцкий Трудовые резервы Ленинград   | 14,2              | Николай Батрух Динамо Львов               | 14,3              |
| 400 м с барьерами      | Игорь Ильин Буревестник Москва            | 51,7              | Георгий Чевычалов Буревестник Челябинск         | 51,8              | Арнольд Мацулевич Спартак Киев            | 52,0              |
| Прыжок в высоту        | Виктор Большов Буревестник Грозный        | 2,10 м            | Роберт Шавлакадзе Динамо Тбилиси                | 2,05 м            | Валентин Булкин Буревестник Ленинград     | 2,05 м            |
| Прыжок с шестом        | Янис Красовскис Советская Армия Москва    | 4,65 м            | Владимир Булатов Спартак Минск                  | 4,50 м            | Игорь Гарин Советская Армия Одесса        | 4,40 м            |
| Прыжок в длину         | Игорь Тер-Ованесян Буревестник Львов      | 7,81 м            | Дмитрий Бондаренко Трудовые резервы Ленинград   | 7,78 м            | Евгений Чен Советская Армия Москва        | 7,58 м            |
| Тройной прыжок         | Витольд Креер Динамо Московская область   | 16,42 м           | Евгений Михайлов Советская Армия Ростов-на-Дону | 16,25 м           | Олег Ряховский Буревестник Москва         | 16,14 м           |
| Толкание ядра          | Виктор Липснис Спартак Ленинград          | 17,49 м           | Рейн Спренк Калев Таллин                        | 17,26 м           | Борис Георгиев Советская Армия Ленинград  | 16,79 м           |
| Метание диска          | Альгимантас Балтушникас Жальгирис Каунас  | 55,03 м           | Виктор Компанеец Буревестник Киев               | 54,92 м           | Ким Буханцов Советская Армия Москва       | 54,80 м           |
| Метание молота         | Василий Руденков Динамо Москва            | 67,27 м           | Анатолий Самоцветов Буревестник Москва          | 65,05 м           | Алексей Балтовский Локомотив Брест        | 64,07 м           |
| Метание копья          | Март Паама Калев Тарту                    | 79,77 м           | Виктор Цыбуленко Советская Армия Киев           | 77,87 м           | Иван Сивоплясов Советская Армия Ленинград | 76,80 м           |
| Десятиборье*           | Василий Кузнецов Буревестник Москва       | 7737 очков (7512) | Юрий Кутенко Советская Армия Львов              | 7719 очков (7519) | Уно Палу Динамо Таллин                    | 7598 очков (7454) |
| Ходьба на 20 км        | Владимир Голубничий Спартак Сумы          | 1:33.52,0         | Анатолий Ведяков Динамо Москва                  | 1:34.31,8         | Григорий Паничкин Труд Сталинабад         | 1:37.13,4         |
| Ходьба на 50 км        | Михаил Лавров Труд Воронеж                | 4:32.58,6         | Григорий Климов Советская Армия Ленинград       | 4:36.05,0         | Александр Щербина Динамо Тбилиси          | 4:41.51,6         |

* Для определения победителя в соревнованиях десятиборцев использовалась старая система начисления очков. Пересчёт с использованием современных таблиц перевода результатов в баллы приведён в скобках.

### Женщины
| Дисциплина       | Золото                                     | Золото    | Серебро                                    | Серебро    | Бронза                                       | Бронза     |
| ---------------- | ------------------------------------------ | --------- | ------------------------------------------ | ---------- | -------------------------------------------- | ---------- |
| 100 м            | Мария Иткина Динамо Минск                  | 11,7      | Ирина Пресс Динамо Ленинград               | 11,8       | Валентина Масловская Советская Армия Кишинёв | 12,0       |
| 200 м            | Мария Иткина Динамо Минск                  | 24,2      | Ирина Пресс Динамо Ленинград               | 24,3       | Валентина Масловская Советская Армия Кишинёв | 24,5       |
| 400 м            | Мария Иткина Динамо Минск                  | 53,8      | Екатерина Парлюк Советская Армия Ленинград | 54,4       | Зинаида Котова Труд Ленинград                | 55,4       |
| 800 м            | Екатерина Парлюк Советская Армия Ленинград | 2.06,8    | Нина Откаленко Советская Армия Москва      | 2.07,1     | Татьяна Аврамова Красное знамя Минск         | 2.07,4     |
| 80 м с барьерами | Ирина Пресс Динамо Ленинград               | 10,6      | Римма Кошелева Буревестник Горький         | 10,8       | Галина Быстрова Буревестник Горький          | 10,9       |
| Прыжок в высоту  | Галина Доля Советская Армия Москва         | 1,73 м    | Валентина Баллод Буревестник Ташкент       | 1,73 м     | Таисия Ченчик Буревестник Челябинск          | 1,70 м     |
| Прыжок в длину   | Людмила Радченко Спартак Киев              | 6,15 м    | Валентина Шапрунова Труд Ленинград         | 6,09 м     | Людмила Иевлева Буревестник Тбилиси          | 6,07 м     |
| Толкание ядра    | Тамара Пресс Труд Ленинград                | 17,42 м   | Галина Зыбина Труд Ленинград               | 16,23 м    | Тамара Тышкевич Труд Ленинград               | 15,72 м    |
| Метание диска    | Тамара Пресс Труд Ленинград                | 55,57 м   | Нина Пономарёва Советская Армия Москва     | 54,14 м    | Евгения Кузнецова Труд Москва                | 52,20 м    |
| Метание копья    | Бируте Каледене Жальгирис Каунас           | 54,88 м   | Эльвира Озолина Буревестник Ленинград      | 53,97 м    | Алевтина Шаститко Труд Ленинград             | 52,92 м    |
| Пятиборье        | Ирина Пресс Динамо Ленинград               | 4972 очка | Галина Голунова Динамо Минск               | 4679 очков | Лидия Шмакова Динамо Московская область      | 4560 очков |

## Чемпионат СССР по эстафетному бегу
Чемпионы страны в эстафетном беге определились 15—19 октября в украинском Киеве на Центральном стадионе.

### Мужчины
| Дисциплина       | Золото                                                                                | Золото | Серебро                                                                        | Серебро | Бронза                                                                      | Бронза |
| ---------------- | ------------------------------------------------------------------------------------- | ------ | ------------------------------------------------------------------------------ | ------- | --------------------------------------------------------------------------- | ------ |
| Эстафета 4×100 м | Советская Армия Владислав Виноградов Юрий Башлыков Юрий Федяев Гусман Косанов         | 40,7   | Динамо Анатолий Жубряков Вячеслав Ширинский Михаил Бондаренко Николай Политико | 40,8    | Буревестник Вячеслав Хрычёв Игорь Тер-Ованесян Эдвин Озолин Леонид Бартенев | 40,9   |
| Эстафета 4×400 м | Советская Армия Олег Хлебников Владимир Поляничев Михаил Белеванцев Валентин Рахманов | 3.11,2 | Спартак Константин Грачёв Абрам Кривошеев Вадим Архипчук Арнольд Мацулевич     | 3.11,8  | Буревестник Ремир Митрофанов Олег Попков Георгий Чевычалов Василий Савинков | 3.12,2 |

### Женщины
| Дисциплина       | Золото                                                                              | Золото | Серебро                                                                    | Серебро | Бронза                                                                             | Бронза |
| ---------------- | ----------------------------------------------------------------------------------- | ------ | -------------------------------------------------------------------------- | ------- | ---------------------------------------------------------------------------------- | ------ |
| Эстафета 4×100 м | Локомотив Вера Крепкина Тамара Буянова Галина Гайда Валентина Рукавцова             | 46,7   | Буревестник Людмила Иевлева Людмила Горская Людмила Нечаева Людмила Мотина | 46,8    | Советская Армия Алевтина Васипова Любовь Федяева Елена Ярошинская Галина Платонова | 47,4   |
| Эстафета 4×200 м | Советская Армия Нина Башлыкова Жанна Безручко Екатерина Парлюк Валентина Масловская | 1.37,6 | Динамо Ирина Бочкарёва Ирина Пресс Альбина Кобранова Мария Иткина          | 1.38,6  | Спартак Нонна Полякова Светлана Гудошникова Римма Улиткина Нина Голубева           | 1.39,0 |

## Чемпионат СССР по кроссу
Лично-командный чемпионат СССР по кроссу 1960 года состоялся 30 октября в Харькове, Украинская ССР.

### Мужчины
| Дисциплина | Золото                                 | Золото  | Серебро                               | Серебро | Бронза                   | Бронза  |
| ---------- | -------------------------------------- | ------- | ------------------------------------- | ------- | ------------------------ | ------- |
| Кросс 5 км | Лазарь Народицкий РСФСР Ростов-на-Дону | 15.11,8 | Геннадий Репин Украинская ССР Харьков | 15.17,0 | Алексей Пьяных Ленинград | 15.26,0 |
| Кросс 8 км | Александр Артынюк Ленинград            | 25.02,6 | Пётр Болотников Москва                | 25.03,0 | Фаиз Хузин РСФСР Пермь   | 25.22,2 |

### Женщины
| Дисциплина | Золото                                        | Золото | Серебро                    | Серебро | Бронза                             | Бронза |
| ---------- | --------------------------------------------- | ------ | -------------------------- | ------- | ---------------------------------- | ------ |
| Кросс 1 км | Людмила Лысенко Украинская ССР Днепропетровск | 3.09,4 | Вера Муханова Москва       | 3.10,5  | Альбина Угланова РСФСР Горький     | 3.11,0 |
| Кросс 2 км | Нина Откаленко Москва                         | 6.41,6 | Тамара Бабинцева Ленинград | 6.46,8  | Нина Тымчук Украинская ССР Винница | 6.53,8 |